# ارزش‌های خبری
برای یک روزنامه‌نگار، وقایع - و حتی افراد - می‌توانند ویژگی‌هایی داشته باشند که آن‌ها را دارای ارزش انتشار می‌کند. یکی از روش‌هایی که دست‌اندرکاران تهیهٔ خبر برای تعریف، گزینش و ارائهٔ خبر به کار می‌گیرند، امتیازدهی غیررسمی بر اساس ارزش‌های خبری (به انگلیسی News Values) است.
خبرنگاران قاعده‌هایی اساسی دارند که به پرسش «خبر چیست؟» پاسخ‌های لازم را می‌دهد. این قاعده‌های اساسی توسط سازمان‌های خبری نوشته یا ابلاغ نمی‌شوند، این قاعده‌ها در عملکرد روزانه و در دانشی که بر اثر تجربهٔ کاری فراهم شده، پدید آمده‌اند. یک رویکرد علمی‌تر برای درک فرایند انتخاب خبر، تلاش برای شناسایی و تعریف ارزش‌های خبری‌ای است که از آن‌ها قاعده‌های اساسی‌ای به دست می‌آید که روزنامه‌نگاران در عمل خبرها را با آن‌ها گزینش می‌کنند.

## تاریخچه

### دید نو به خبر
یکی از نخستین اشاره‌های خاموش به لزوم بازنگری مفهوم خبر به شکلی که معنای خبر را نه تعاریف قالبی که سلیقهٔ مخاطب تعیین کند در رمان اسکوپ نوشتهٔ اولین وو آمده‌است. یکی از شخصیت‌های داستان به دیگری می‌گوید: «می‌دانی، خیلی چیزها دربارهٔ روزنامه‌نگاری هست که باید یاد بگیری. به موضوع این شکلی نگاه کن. خبر چیزی است که یکی که به هیچ چیز اهمیت نمی‌دهد، می‌خواهد بخواندش؛ و تا وقتی خبر است که او بخواندش. بعدش کهنه است. به ما پول می‌دهند که خبر بیاوریم».

### گالتونگ و روگ
اغلب آغاز استفاده از مفهوم ارزش خبری را به مقالهٔ ساختار خبرهای خارجی نوشتهٔ گالتونگ و روگ منسوب می‌کنند. نکتهٔ قابل توجه در این زمینه این است که عبارت ارزش خبری حتی یک بار نیز در این مقاله به کار نرفته‌است و این مقاله نه در یک نشریهٔ تخصصی روزنامه‌نگاری یا ارتباطات که در یک نشریهٔ پژوهش‌های روابط بین‌الملل منتشر شده‌است.

آن‌ها این دوازده معیار را به عنوان معیارهای خبر خوب معرفی کردند: تواتر، [گذر از] آستانه، مبهم نبودن، معناداری، همخوانی، غیرمنتظرگی، استمرار، ترکیب، انتساب به ملت‌های نخبه، انتساب به مردم نخبه، انتساب به افراد، و انتساب به امری منفی.

### دید انتقادی
بیش از یک دهه پس از انتشار مقالهٔ گالتونگ و روگ بعضی از نظریه‌پردازان سیاسی و اجتماعی دیدگاه‌هایی انتقادی نسبت به ارزش‌های خبری‌ای که این دو معرفی کرده بودند در پیش گرفتند. برای مثال:
این همان‌جا است که ایدئولوژی حرفه‌ای آنچه خبر خوب را تشکیل می‌دهد - برداشت خبرنگار از ارزش‌های خبری - شروع به شکل دادن روند می‌کند. در عمومی‌ترین سطح، این شامل جهت‌دهی به موارد «خارج از معمول» می‌شود، که از راه‌هایی انتظارات «طبیعی» ما را - برای مثال دربارهٔ حیات اجتماعی، زلزلهٔ غیرمنتظره یا فرود بر سطح ماه - نقض می‌کند. می‌توانیم این را ارزش خبری اولیه یا اصلی بنامیم.

### آخرین تغییرها
در سال ۲۰۰۷ میلادی پاول برایتون و دنیس فوی در مقدمهٔ کتاب خود به نام ارزش‌های خبری نشان دادند که تغییرات مختلف در عرصه‌های اجتماع، فرهنگ و فناوری باعث شده تجدید نظر در ارزش‌های خبری مطابق نظر گالتونگ و روگ الزامی شود. در دوازده فصل بعدی کتاب آن‌ها کوشیدند این بازنگری را به شیوه‌ای آکادمیک انجام بدهند.

## شیوه‌های دستیابی
برای دستیابی به فهرست‌های ارزش‌های خبری دو شیوهٔ عمده وجود دارد:
- شیوهٔ نخست: روزنامه‌نگاران فهرستی از ویژگی‌هایی که بر اساس تجربه و برآورد شخصی گمان می‌کنند یک خبر خوب باید داشته باشد فراهم می‌کنند.
- شیوهٔ دوم: دانشگاهیان با یادداشت‌برداری از موضوع‌های خبری و میزان استقبال مخاطبان فهرست‌هایی تدوین می‌کنند که مخاطب در عمل به آن‌ها اقبال نشان داده است.

افراد مختلف فهرست‌های گوناگونی از ارزش‌های خبری ارائه کرده‌اند، اما آنچه تقریباً مورد توافق همگانی است این شش ارزش است:

## ارزش‌های هفت گانه
درگیری(برخوردها، اختلاف‌ها و منازعه‌ها): درگیری می‌تواند بین مردم، دولتها و حتی بین انسان‌ها با نیروهای اجتماعی یا طبیعی رخ دهد. درگیری به دلیل افزودن بار دراماتیک به رخداد یا فرد آن را دارای ارزش خبری می‌کند. آنچه این ارزش خبری را مهم می‌کند، احتمال اختلال در نظم، توزان و تعادل جامعه است. درگیری فیزیکی دو مهمان در یک برنامهٔ گفتگوی تلویزیونی، اطلاعیهٔ وزارت خارجهٔ یک کشور علیه کشور دیگر، یا سونامی مثال‌هایی برای درگیری هستند.
- تأثیر(دربرگیری):[۱] اثر رخداد یا فرد بر زندگی مخاطب به آن رخداد یا فرد ارزش خبری می‌دهد. هرچه تاثیر خبر بر روی افراد بیشتری در حال و آینده باشد، ارزش خبری بیشتری دارد.[۱۰] برای مردم استان‌های گیلان و مازندران ابداع سم جدیدی برای مبارزه با آفات برنج ارزش خبری بیشتری دارد تا برای مردم استان کردستان. معمولاً تأثیر را با دو عامل تعداد افراد مورد تأثیر و نیز میزان تأثیر می‌سنجند.
- مجاورت:[۱۲] نزدیکی جغرافیایی به رخداد یا فرد مورد نظر، یا نزدیکی جمعیت‌نگارانه، از جمله شکل‌های مختلف مجاورت هستند. مجاورت در شبکه‌های اجتماعی نیز می‌تواند خود گونهٔ دیگری از مجاورت باشد. به همین ترتیب واقعهٔ گروگان‌گیری یک کارخانه‌دار اصفهانی برای مردم اصفهان به دلیل مجاورت جغرافیایی، برای اصفهانی‌های تهران به دلیل مجاورت جمعیت‌نگارانه و برای کارخانه‌دارها به دلیل مجاورت در شبکهٔ اجتماعی دارای ارزش خبری است.
- به‌هنگام‌بودگی(تازگی رویداد یا زمان):[۱۳] هر چه زمان ارسال خبر به زمان واقعه نزدیک‌تر باشد، ارزش خبری نیز بیشتر است. «رویدادی که امروز اتفاق افتاده است اگر امروز گزارش نشود، از جنبه کار روزنامه‌نگاری، به تاریخ پیوسته است».[۱۰] خبر دادن از کشف علمی‌ای در ۷ سال پیش، یا خبر دادن از انتخاباتی در ۳ سال بعد چنان ارزش خبری‌ای ندارد که خبر دادن از کشف علمی‌ای که دیروز اعلان شده یا انتخاباتی که ماه آینده برگزار خواهد شد.
- شهرت:[۱۴] شناخته شده بودن موضوع خبر در سطوح مختلف محلی، منطقه‌ای، ملی و بین‌المللی به خبر ارزش خبری در همان سطح می‌دهد. خبر ابتلای حسین میرزاجانی به سرطان خون یک خبر خانوادگی است، در حالی که خبر ابتلای برد پیت به سرطان خون می‌تواند در سطح جهانی دارای ارزش خبری باشد.
- بداعت(استثنا و شگفتی):[۱۵] منحصر به فرد بودن یا شگفت‌انگیز بودن رخداد یا فرد خود ارزش خبری می‌آفریند. درگذشت یک خوانندهٔ مشهور یا این که کسی سگ همسایه‌اش را گاز بگیرد، اتفاق‌هایی نیستند که هر روز رخ بدهند و به همین دلیل دارای ارزش خبری هستند.
- بزرگی و فراوانی: این ارزش خیلی بسته به اعداد و ارقام است. هرچند این ارزش اعداد و آمار هم نسبی است. مثلا: زلزله ای ۶ ریشتری، کاشان را لرزاند.

## نکات ابتدایی
معمولاً به نوآموزان خبر می‌آموزند که در هر خبر باید به دنبال پاسخ شش سؤال باشند؛ که؟ چه؟ کجا؟ کِی؟ چرا؟ چه‌طور؟ پاسخ داشتن این شش پرسش شرط لازم - و نه کافی - برای ارزش خبری داشتن متن است. به علاوه نوآموزان باید یاد بگیرند که معمولاً یک خبر قابل اعتنا دارای ترکیبی از ارزش‌های خبری شش‌گانهٔ فوق است. همچنین محققان می‌گویند پاراگراف نخست یا لید خبر خوب معمولاً شامل دست کم دو ارزش خبری است.

## تغییرات فرازمانی و نگرانی‌های عصری
یکی از انتقادهای جدی‌ای که به نظرگاه کلاسیک ارزش خبری و به‌طور خاص گالتونگ و روگ وارد است، این است که ارزش‌های خبری در گذر زمان ثابت نیستند و تغییر می‌کنند. در این مورد گزارش‌های بسیاری در دست است، اما اغلب این گزارش‌ها آلوده به قضاوت‌هایی مبتنی بر ارزش‌های خبری دورهٔ زمانی خاصی هستند. برای مثال ویلیام وو که سال‌ها سردبیر یک روزنامهٔ پرتیراژ آمریکایی و استاد روزنامه‌نگاری دانشگاه استنفورد بوده‌است می‌نویسد:

در سال ۱۹۷۲ یک نظرسنجی گالوپ نشان می‌داد که ۷۰٪ مردم به رسانه‌ها اعتماد دارند. در سال ۲۰۰۰ یک نظرسنجی دیگر گالوپ نشان می‌دهد این رقم به حدود ۳۰٪ کاهش یافته‌است. چی تغییر کرده؟ سیاست‌های دولتی و تمرکز مالکیت مشکلات را افزوده است، اما از دست دادن اعتماد عمومی نیز می‌تواند عمدتاً از طریق تبعیت ارزش‌های خبری از ارزش‌های سرگرمی به افت کیفیت روزنامه‌نگاری تعبیر شود.